# Erika de la Rosa
Erika de la Rosa  (Ciudad Juárez, Mexikó, 1981. szeptember 25. –) mexikói színésznő, modell és műsorvezető.

## Élete és pályafutása
1981. szeptember 25-én született Ciudad Juárezben. Az Universidad de Texas egyetemen tanult. Elvégezte a TV Azteca színészképzőjét, a Centro de Formación actoralt (CEFAC). Első szerepét 2003-ban játszotta A kertész lánya című telenovellában, ahol Clarát alakította. 2009-ben a Pasión Morenában megkapta Isela Ternán szerepét. 2011-ben A császárnő című telenovellában Ximena szerepét játszotta. 2011. december 20-án született meg kislánya, Ana Lucía. 2012-ben elhagyta a TV Aztecát és az Argos-hoz szerződött, ahol szerepet kapott Az örökségben.

## Filmográfia
| Év        | Eredeti Cím                 | Cím                 | Szerep                 | TV stúdió               |
| --------- | --------------------------- | ------------------- | ---------------------- | ----------------------- |
| 2003      | La hija del jardinero       | A kertész lánya     | Clara 'Clarita'        | TV Azteca               |
| 2004      | La vida es una canción      |                     | Angélica               | TV Azteca               |
| 2007      | Se busca un hombre          |                     | Tannia Wilkins         | TV Azteca               |
| 2007      | Lo que callamos las mujeres |                     |                        | TV Azteca               |
| 2008      | Noche eterna                |                     | Karen                  | TV Azteca               |
| 2008      | Cambio de vida              |                     | Christina              | TV Azteca               |
| 2008      | Deseo prohibido             |                     | Mayté Wilson           | TV Azteca               |
| 2009      | Pasión Morena               |                     | Isela Terán            | TV Azteca               |
| 2010      | Capadocia                   | Capadocia (2. évad) | Gala                   | HBO Latin America-Argos |
| 2011      | Emperatriz                  | A császárnő         | Ximena Castellanos     | TV Azteca               |
| 2012-2013 | La Patrona                  | Az örökség          | Irene Montemar Godinez | Telemundo-Argos         |
| 2014      | El Señor de los Cielos      |                     | Elsa Marín             | Telemundo-Argos         |
| 2015      | Bajo el mismo cielo         |                     | Felicia Méndez         | Telemundo               |
| 2016      | Eva, La Trailera            |                     | Marlene Palacios       | Telemundo               |
| 2017      | Guerra de idolos            |                     | Selva Treviño          | Telemundo               |
| 2017      | Caer en tentación           |                     | Alina del Villar       | Televisa                |

## Díjak és jelölések
People en Español-díj
| Év   | Kategória                  | Cím        | Eredmény |
| ---- | -------------------------- | ---------- | -------- |
| 2013 | Legjobb női mellékszereplő | Az örökség | Jelölés  |